# Catherine Aird
Catherine Aird é o pseudônimo de Kinn Hamilton McIntosh MBE (Huddersfield, Yorkshire, 20 de junho de 1930), romancista autora de mais de vinte novelas de ficção criminal e várias coleções de histórias curtas. Seus romances espirituosos, literatos e habilmente planejados abrangem o gênero "policial processual" e são um pouco semelhantes aos de Martha Grimes, Caroline Graham, M. C. Beaton, Margaret Yorke e Pauline Bell.

## Biografia
Aird nasceu Huddersfield, Yorkshire, na Inglaterra. Ela frequentou a Waverley School e Greenhead High School, ambas em Huddersfield. Quando jovem, ela foi internada devido a uma doença grave. Após a recuperação, ela trabalhou na clínica médica de seu pai em Sturry. Seu primeiro romance, The Religious Body, foi publicado em 1966.
A Aird foi presidente da Crime Writers' Association (Associação de Escritores de Policiais) de 1990 a 1991. Foi premiada com um Master of Arts honorário da Universidade de Kent, com o prêmio CWA Golden Handcuffs pelo conjunto de sua obra e o Diamond Dagger por uma excelente contribuição vitalícia ao gênero, em 2015. Ela também foi nomeada membra da Ordem do Império Britânico por seus serviços. Ela mora na aldeia de Sturry, perto de Canterbury, Kent e é ativa na vida da aldeia.
Aird é mais conhecida por suas Crônicas de Calleshire, uma série de novelas de crime estabelecidas no ficcional Condado de Calleshire, na Inglaterra, e com o detetive Inspector C.D. Sloan do Departamento do CID de Berebury, e seu assistente, detetive Constable Crosby. Ela também escreveu e editou uma série de histórias da aldeia, e é editora e autora contribuinte em obras sobre outros escritores e a arte de escrever.

## Obras

### Romances
(Títulos originais/em português)
- The Religious Body/Um cadáver no convento (1966)
- A Most Contagious Game/Jogo mortífero (1967)
- Henrietta Who?/Crime na estrada (1968)
- The Complete Steel/O fantasma homicida (1969) [The Stately Home Murder]
- A Late Phoenix/Destino macabro (1970)
- His Burial Too/Funeral inadiável (1973)
- Slight Mourning/O crime serve-se ao jantar (1975)
- Parting Breath (1977)
- Some Die Eloquent (1979)
- Passing Strange (1980)
- Last Respects (1982)
- Harm's Way (1984)
- A Dead Liberty/A testemunha silenciosa (1986)
- The Body Politic (1990)
- A Going Concern/Negócio perigoso (1993)
- Injury Time (1994)
- After Effects (1996)
- Stiff News (1998)
- Little Knell (2001)
- Amendment of Life (2002)
- Chapter and Hearse (2003)
- A Hole in One (2005)
- Losing Ground (2007)
- Past Tense (2010)
- Dead Heading (2014)
- Learning Curve (2016)
- Inheritance Tracks (2019)

### Coleções
- The Catherine Aird Collection (1993)
- The Second Catherine Aird Collection (1994)
- The Third Catherine Aird Collection (1997)
- Last Writes (short stories, 2014)

### Contos
- "Grave Import" (1996)
- "Like To Die" (1997)
- "Handsel Monday" in Past Poisons (1998)
- "The Man Who Rowed for the Shore" (1998)
- "Gold Frankincense and Murder" (2000)
- "Cold Comfort" (2001)

### Não ficção
- The Oxford Companion to Crime and Mystery Writing (1999)
- Mystery Voices: Interviews with British Crime Writers (1991)

## Indicações
- Barry Award for Best Short Story